# Schizophyllum armatum
Schizophyllum armatum är en mångfotingart som beskrevs av Karl Wilhelm Verhoeff 1910. Schizophyllum armatum ingår i släktet Schizophyllum och familjen kejsardubbelfotingar. Inga underarter finns listade i Catalogue of Life.